# Ейнар Снітт
Фредрік Ейнар Снітт (швед. Fredrik Einar Snitt; 13 жовтня 1905 — 2 січня 1973) — шведський футболіст, півзахисник.

## Клубна кар'єра
З 1920 по 1939 рік захищав кольори шведського «Сандвікена», який виступав в Аллсвенскані та Дивізіоні 1. Його одноклубниками були інші гравці національної збірної Бертіл Ерікссон, Йоста Дункер та Йон Клінг.

## Кар'єра в збірній
У футболці національної збірної Швеції дебютував 20 липня 1926 року в переможному (4:1) товариському матчі проти Латвії. З 1926 по 1936 рік зіграв у національній команді 17 матчів. У 1934 році Йожеф Надь, тодішній головний тренер збірної Щвеції, викликав Снітта до складу національної команди для участі в чемпіонаті світу. На турнірі в Італії Ейнар був резервістом і не зіграв у жодному поєдинку. Востаннє у футболці шведської збірної на поле виходив 26 липня 1936 року в програному (3:4) товариському матчі проти Норвегії.
| Матчі й голи у збірній | Матчі й голи у збірній | Матчі й голи у збірній | Матчі й голи у збірній | Матчі й голи у збірній | Матчі й голи у збірній | Матчі й голи у збірній     |
| #                      | Дата                   | Місце                  | Суперник               | Гол                    | Змагання               |                            |
| ---------------------- | ---------------------- | ---------------------- | ---------------------- | ---------------------- | ---------------------- | -------------------------- |
| 1.                     | 20.07.1926             | Рига                   | Латвія                 |                        | 1:4                    | товариський                |
| 2.                     | 23.07.1926             | Таллінн                | Естонія                |                        | 7:1                    | товариський                |
| 3.                     | 01.07.1928             | Катовиці               | Польща                 |                        | 1:2                    | товариський                |
| 4.                     | 06.07.1928             | Рига                   | Латвія                 |                        | 4:0                    | товариський                |
| 5.                     | 09.07.1928             | Таллінн                | Естонія                |                        | 1:0                    | товариський                |
| 6.                     | 02.09.1928             | Гельсінкі              | Фінляндія              |                        | 3:2                    | товариський                |
| 7.                     | 18.07.1930             | Таллінн                | Естонія                |                        | 5:1                    | товариський                |
| 8.                     | 22.07.1930             | Рига                   | Латвія                 |                        | 5:0                    | товариський                |
| 9.                     | 16.11.1930             | Відень                 | Австрія                |                        | 1:4                    | товариський                |
| 10.                    | 08.07.1931             | Сандвікен              | Естонія                |                        | 3:1                    | товариський                |
| 11.                    | 26.07.1931             | Вестерос               | Латвія                 |                        | 6:0                    | товариський                |
| 12.                    | 25.09.1932             | Стокгольм              | Литва                  |                        | 8:1                    | товариський                |
| 13.                    | 24.09.1933             | Осло                   | Норвегія               |                        | 1:0                    | Чемпіонат Північної Європи |
| 14.                    | 23.09.1934             | Гельсінкі              | Фінляндія              |                        | 4:5                    | Чемпіонат Північної Європи |
| 15.                    | 05.07.1935             | Рига                   | Латвія                 |                        | 3:0                    | товариський                |
| 16.                    | 09.07.1935             | Таллінн                | Естонія                |                        | 2:1                    | товариський                |
| 17.                    | 26.07.1936             | Стокгольм              | Норвегія               |                        | 3:4                    | товариський                |